# Ducado de Opole
El Ducado de Opole (en alemán: Herzogtum Oppeln; en checo: Opolské knížectví) era uno de los ducados de Silesia gobernados por la dinastía de los Piastas. Su capital era Opole (Oppeln, Opolí) en la Alta Silesia.

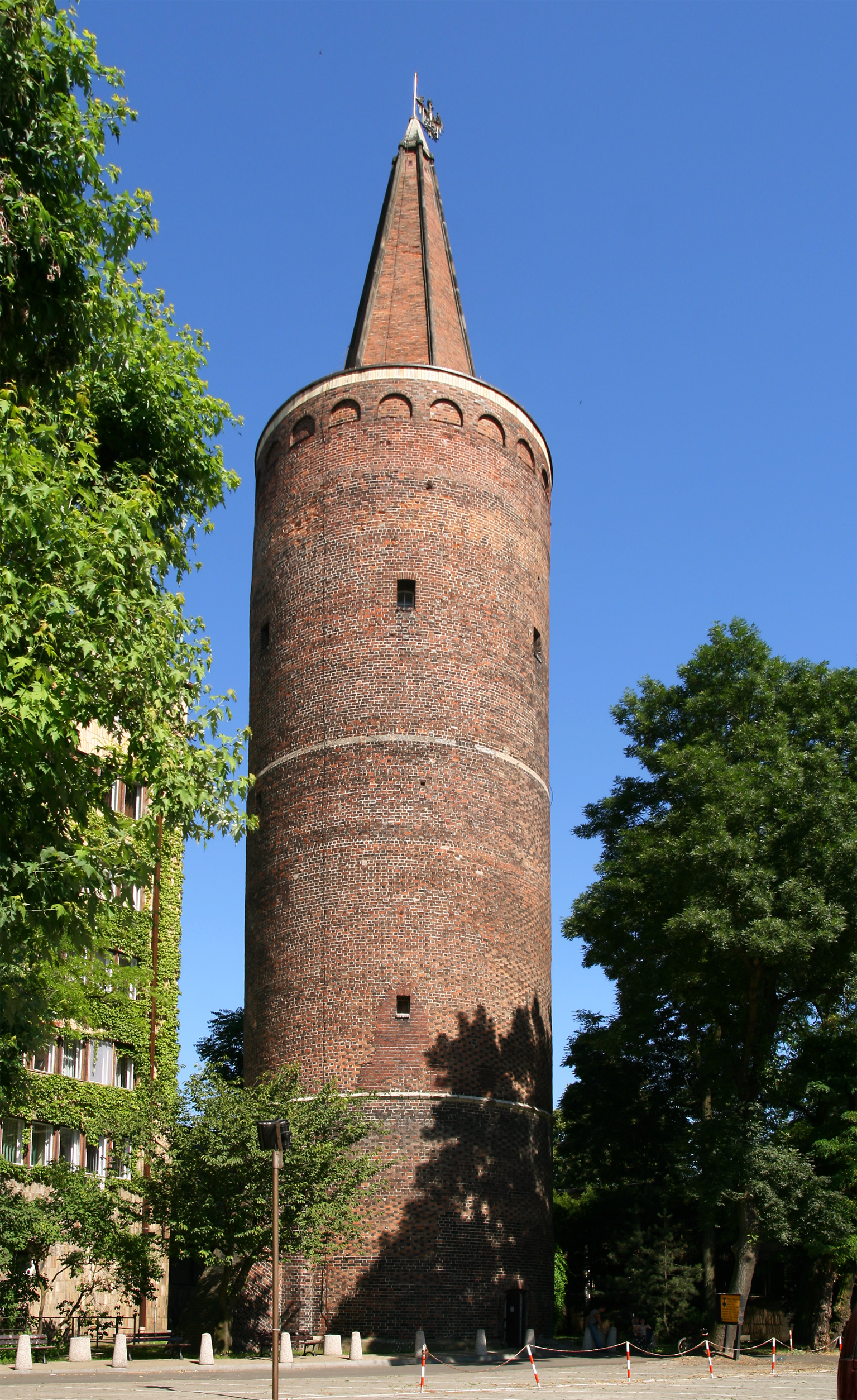
Torre de los Piastas denominada Strażnica (construida alrededor de 1300) en el centro histórico de Opole.

Después de que Boleslao I el Alto y su hermano menor Mieceslao I Piernas Torcidas, respaldados por el emperador Federico I Barbarroja, retuvieran su herencia en Silesia en 1163, se dividieron el territorio entre ellos en los dos ducados de Breslavia y Racibórz. Boleslao originalmente tenía la intención de legar el Ducado de Breslavia enteramente a su hijo de su segundo matrimonio Enrique I el Barbudo, lo que causó la protesta de su hijo mayor Jaroslav. Después de una disputa de largo término en 1172 fue formado el Ducado de Opole, convirtiéndose Jaroslav en su primer duque. A cambio fue obligado a seguir una carrera eclesiástica y se convirtió en Obispo de Breslavia en 1198.
Cuando el Duque Jaroslav murió en 1201, los territorios de Opole retornaron a su padre Boleslao y fueron brevemente incorporados al Ducado de Breslavia. El propio Boleslao, sin embargo, murió poco después y en 1202 Opole fue tomado por su hermano, el Duque Miecislao I Piernas Torcidas de Racibórz, quien lo fusionó con su ducado, creando un Ducado unificado de Opole y Racibórz en la Alta Silesia.
Después de la muerte del nieto de Miecislao, el Duque Vladislao Opolski en 1281, sus hijos de nuevo dividieron el Ducado de Opole y Racibórz, siendo recreado el Ducado de Opole para Casimiro y su hermano Bolko I, contemporáneamente a la fundación de los ducados de Cziesyn y Bytom en el antiguo territorio de Racibórz. En 1327 el Ducado de Opole fue vasallizado por el rey de Bohemia Juan el Ciego.
El Ducado sufrió varios cambios territoriales en el futuro, mayoritariamente para hacerse cada vez más pequeño hasta la mitad del siglo XV, cuando volvió a expandirse de nuevo, finalmente resultando en la recreación del Ducado de Opole y Racibórz bajo el duque Jan II el Bueno en 1521. Jan, sin embargo, murió sin descendencia en 1532 y la línea de Opole de los Piastas quedó extinta, a partir de los cual Opole y Racibórz fueron revertidos como feudos bajo soberanía plena de la Corona de Bohemia. Pasaría después a manos del Margrave Jorge de Brandeburgo-Ansbach de la Casa de Hohenzollern, quien había firmado un tratado de herencia con Jan en 1522 y finalmente alcanzado el consentimiento del rey de Bohemia Fernando I de Habsburgo. De 1645 a 1666 Opole fue sostenido como empeño por la polaca Casa de Vasa, después de lo cual retornó a los reyes Habsburgo de Bohemia y finalmente en 1742 sería anexionado e incorporado al Reino de Prusia.

## Duques de Opole
- 1180-1201 Jaroslav, desde 1198 Obispo de Breslavia
- 1281-1313 Boleslao (Bolko) I († 1313), hijo de Vladislao I († 1281)
  - 1313-1362/65 Boleslao II de Oppeln-Falkenberg († 1362/65), hijo de Boleslao I.
  - 1313-c. 1366 Alberto de Opole-Strehlitz († c. 1366), hijo de Boleslo I.
- 1313-1356 Bolko II († 1356), hijo de Boleslao I.
- 1356-1401 Vladislao II († 1401), hijo de Bolkos II.
- 1356-1382 Bolko III († 1382), hijo de Bolkos II.
  - 1360/65-1382 Enrique de Opole-Falkenberg († 1382), hijo de Boleslao I.
- 1382-1421 Juan I († 1421), hijo de Bolkos III.
- 1382-1437 Bolko IV († 1437), hijo de Bolkos III.
  - 1382-c. 1459 Bernardo de Falkenberg y Strehlitz († 1455), hijo de Bolkos III.
- 1437-1460 Bolko V († 1460), hijo de Bolkos IV.
- 1437-1476 Nicolás I († 1476), hijo de Bolkos IV.
- 1476-1497 Nicolás II († 1497), hijo de Nicolás I.
- 1476-1532 Juan II († 1532), hijo de Nicolás I.